# Vũ Đình Liên
Vũ Đình Liên (12 tháng 11 năm 1913 – 18 tháng 1 năm 1996), là một trong những nhà thơ lớp đầu tiên của phong trào Thơ mới, nhà giáo nhân dân Việt Nam. Thơ ông thường mang nặng lòng thương người và hoài niệm cổ. Bài thơ Ông Đồ của ông được một nhà phê bình văn học xem là một trong mười bài thơ tiêu biểu cho phong trào Thơ Mới.
Ngoài sáng tác thơ, ông còn nghiên cứu, dịch thuật, giảng dạy văn học.

## Tiểu sử
Vũ Đình Liên sinh tại Hà Nội, quê quán gốc ở thôn Châu Khê, xã Thúc Kháng, huyện Bình Giang, tỉnh Hải Dương.
Ông đỗ tú tài năm 1932, từng dạy học ở các trường: Trường Tư thục Thăng Long, Trường Gia Long, Trường nữ sinh Hoài Đức để kiếm sống. Ông học thêm trường Luật đỗ bằng cử nhân, về sau vào làm công chức ở Nha Thương chính (còn gọi là sở Đoan) Hà Nội.
Năm 1936, ông được biết đến với bài thơ "Ông đồ" được đăng trên báo Tinh Hoa
Sau Cách mạng tháng Tám, ông tham gia giảng dạy nhiều năm và từng là chủ nhiệm khoa tiếng Pháp của Đại học Quốc gia Hà Nội 
Ông còn là một trong những nhà thơ đầu tiên của phong trào Thơ mới.
Ngoài thơ ông còn hoạt động trong lĩnh vực lý luận, phê bình văn học và dịch thuật. Ông là hội viên sáng lập Hội Nhà văn Việt Nam

## Tác phẩm
- Một số bài thơ: Ông đồ, Lòng ta là những hàng thành quách cũ, Luỹ tre xanh, Người đàn bà điên ga Lưu xá...
- Sơ thảo lịch sử văn học Việt Nam (cùng Nhóm Lê Quý Đôn – 1957) [2]
- Nguyễn Đình Chiểu (1957)
- Thơ Baudelaire (dịch – 1995)

## Nhận xét
Mặc dù được biết đến trong phong trào Thơ mới nhưng Vũ Đình Liên chưa xuất bản một tập thơ nào. Đầu năm 1941, trong một bức thư gửi Hoài Thanh, lúc Hoài Thanh làm cuốn Thi nhân Việt Nam, Vũ Đình Liên viết "Tôi bao giờ cũng có cái cảm tưởng là không đạt được ý thơ của mình. Cũng vì không tin thơ tôi có chút giá trị gì nên đã lâu tôi không làm thơ nữa". Hoài Thanh nhận xét Vũ Đình Liên hạ mình quá đáng, nhưng ông cũng hiểu nỗi đau của Vũ Đình Liên . Những bài thơ hiếm hoi được biết đến của ông đều mang nặng nỗi niềm hoài cổ, về luỹ tre xưa, về thành quách cũ và "những người muôn năm cũ". Hoài niệm của ông cũng là nỗi niềm của nhiều người và bức tranh bằng thơ về Ông Đồ vẫn sẽ còn tồn tại với thời gian:
...
Ông đồ vẫn ngồi đấy,
Qua đường không ai hay,
Lá vàng rơi trên giấy;
Ngoài giời mưa bụi bay.
Năm nay đào lại nở,
Không thấy ông đồ xưa.
Những người muôn năm cũ
Hồn ở đâu bây giờ?
Bài thơ Ông Đồ được chuyển ngữ sang hàng chục thứ tiếng khác như tiếng Anh, tiếng Pháp, tiếng Trung , tiếng Đức, tiếng Nga, tiếng Thụy Điển, tiếng Ả Rập, tiếng Đan Mạch... Đặc biệt một tờ báo ở Châu Phi đã cùng một lúc in bài thơ này bằng ba thứ tiếng Anh, Pháp, Ả Rập. Bản dịch tiếng Anh của bài thơ này phổ biến nhất là các bản dịch của Phạm Trọng Lệ (The Firmament Literacy Journal, 1972), Thomas Le (2005) và Vương Thu Trang (2011).
Có ba dịch giả đã chuyển Ông Đồ sang Pháp ngữ, người dịch đầu tiên là phóng viên của tờ L'Humanité nhưng bản dịch phổ biến nhất là của chính tác giả Vũ Đình Liên dịch cùng với Mireille Gansel:
Chaque année s’ouvre la fleur du pêcher
On retrouve le vieux lettré
encre de chine, papier pourpre étalés
Sur un trottoir parmi tant de passants
...
Bản dịch tiếng Trung của bài thơ này cũng có rất nhiều, phổ biến với tên gọi Lão Tú Tài (老秀才).